# Rhododendron yangmingshanense
Rhododendron yangmingshanense är en ljungväxtart som beskrevs av Pui Cheung Tam. Rhododendron yangmingshanense ingår i släktet rododendron, och familjen ljungväxter. Inga underarter finns listade i Catalogue of Life.